# Reggiane Re.2000
El Reggiane Re.2000 Falco (italiano:‘halcón’), fue un caza monomotor de ala baja fabricado por la compañía italiana Reggiane entre finales de los años 30 y principios de los años 40. Fue utilizado por la Regia Marina en los acorazados Clase Littorio y fue operado durante la II Guerra Mundial por la Regia Aeronautica, la Fuerza Aérea Sueca y la Real Fuerza Aérea del Ejército Húngaro, además de por la Luftwaffe, que empleó algunas unidades. Su diseño exterior era similar al caza norteamericano Seversky P-35, A partir del Re.2000 se desarrollaron otros modelos que también participaron en la Segunda Guerra Mundial, como el Reggiane Re.2001 y el Re.2005, además de una variante que se fabricó en Hungría con la denominación MÁVAG Héja II.

## Diseño y desarrollo

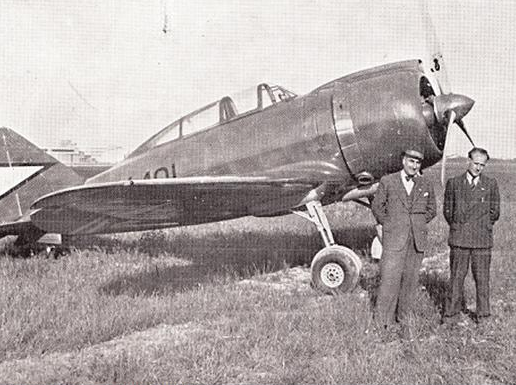
Los ingenieros Alessio y Longhi junto a un RE.2000

El Reggiane Re.2000 fue diseñado por los ingenieros Antonio Alessio y Roberto Longhi ; el segundo había regresado dos años antes de Estados Unidos, donde trabajó en las empresas aeronáuticas Bellanca Aircraft Corporation y Curtiss-Wright . Inspirado en su contemporáneo Seversky P-35, avión estadounidense con el que tiene cierto parecido. El primer prototipo del Re.2000 propulsado por un motor en estrella Piaggio P.XI RC.40 de 740 kW realizó su primer vuelo el 24 de mayo de 1939 en la localidad de Reggio Emilia, a los mandos del piloto Mario De Bernardi, logrando alcanzar una velocidad de 515 km/h a una altitud de 5000 m. Se convirtió en el primer avión de la compañía Reggiane en contar con un fuselaje recubierto con paneles de aluminio, en vez de una estructura íntegra de madera. Durante la realización de combates aéreos simulados contra cazas ya existentes en ese momento, se pudo comprobar que el avión superaba al Fiat CR.32 y al Messerschmitt Bf 109E. A pesar de esto, la Regia Aeronautica lo rechazó debido a su motor poco fiable y al hecho de contar con unos depósitos de combustible vulnerables.
Únicamente seis Re.2000 de la Serie I entraron en servicio en la Regia Aeronautica, incluyendo el prototipo, pasando a formar parte de la 74a Squadriglia (74.º Escuadrón) en Sicilia, que tiempo después recibió la denominación 377 Squadriglia Autónoma Caccia Terrestre, momento en el que recibieron nueve Re.2000 más, esta vez de la versión Re.2000 GA. Con base en Sicilia, combatieron en el norte de África, Malta y Pantelaria, principalmente en misiones de ataque. 
Reggiane construyó para la Regia Marina 10 cazas versión Re.2000 Cat. -Catapultabile- (Serie II) reforzados especialmente para ser lanzados mediante catapulta desde la cubierta de barcos portahidroaviones y embarcados en buques capitales; sin embargo, la primera idea, finalmente no se puso en práctica, por lo que únicamente emplearon el avión desde bases terrestres y en los acorazados Clase Littorio. Además, también se entregó a la Regia Marina y a la Fuerza Aérea sueca cazas de largo alcance Re.2000 GA. -Grande Autonomia-  (Serie III) con capacidad de combustible incrementada.
El último Re.2000 salió de la fábrica de Reggiane en septiembre de 1942.

## Historia operacional

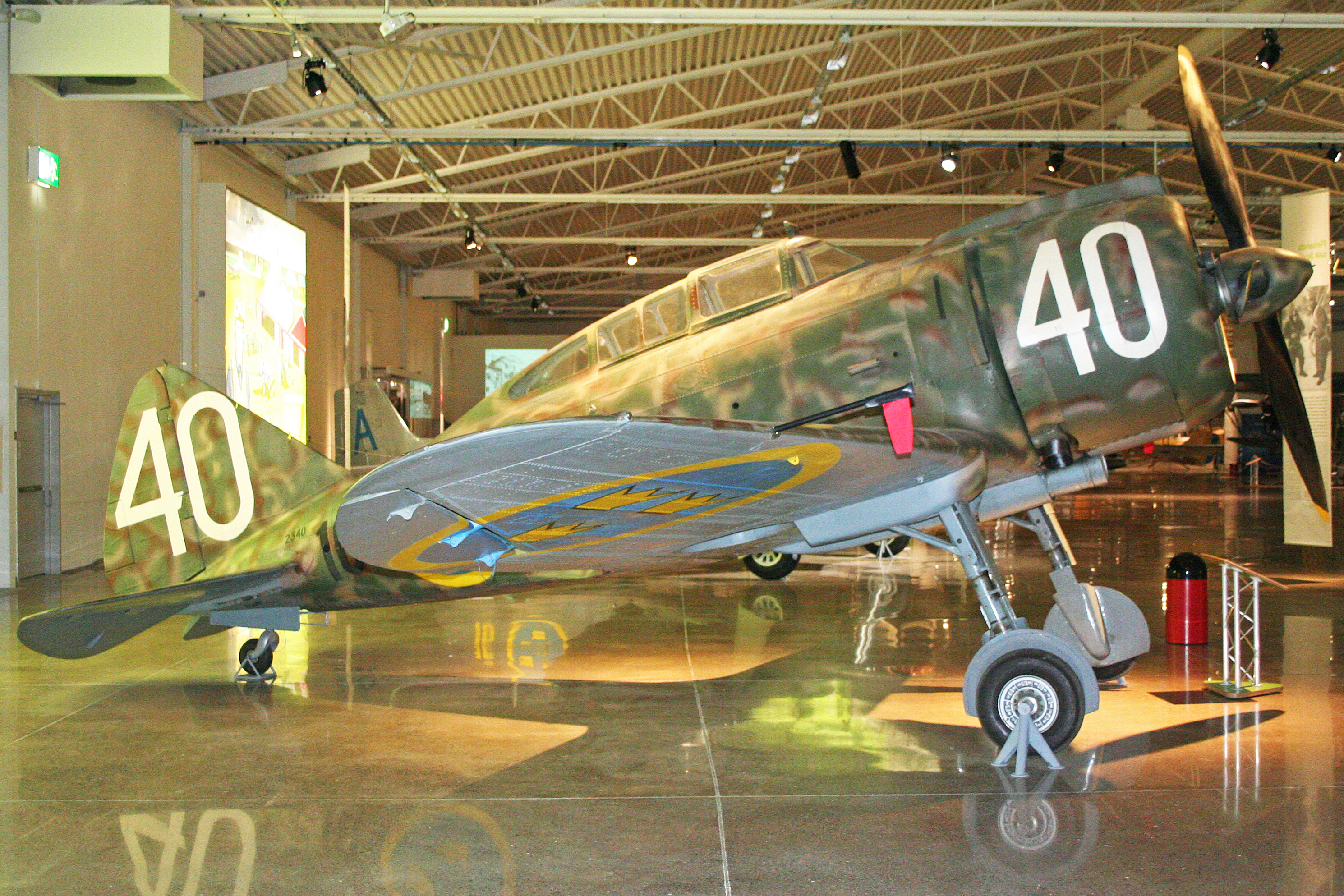
Reggiane J 20 (Re.2000) de la Fuerza Aérea Sueca exhibido en el Flyvapenmuseum, Malmö

El Reggiane Re.2000 destacó principalmente en las fuerzas aéreas húngara y sueca. De hecho, el 80 % de los Re.2000 producidos sirvieron en esos dos países, con  pedidos de 70 aviones por parte de Hungría y 60 de Suecia. El gobierno británico estuvo interesado en el avión, llegando a realizar un pedido de 300 aviones, pero éste finalmente fue cancelado debido a la entrada de Italia en la Segunda Guerra Mundial del lado de Alemania.
Suecia recibió sus 60 Re.2000 Serie I entre los años 1941 y 1945, bajo la designación J 20, y quedaron establecidos en la base aérea Bulltofta, cerca de la ciudad de Malmoe, entre 1941 y 1945. Su uso principal fue la interceptación de bombarderos, tanto de los países del bando aliado como de los pertenecientes a las Potencias del Eje que violaban el espacio aéreo sueco. Uno de ellos fue derribado el 3 de abril de 1945 mientras trataba de interceptar un Dornier Do 24 de la Luftwaffe. 
En lo que respecta a Hungría, el país centroeuropeo denominó a sus Re.2000 MÁVAG Héja, que significa halcón en húngaro. También adquirieron la licencia de producción del avión, pasando a fabricarlos con diferencias en la motorización y en el cambio de armamento, siendo denominada la nueva versión Héja II. Estos aviones combatieron en el Frente Oriental.

### Caza embarcado

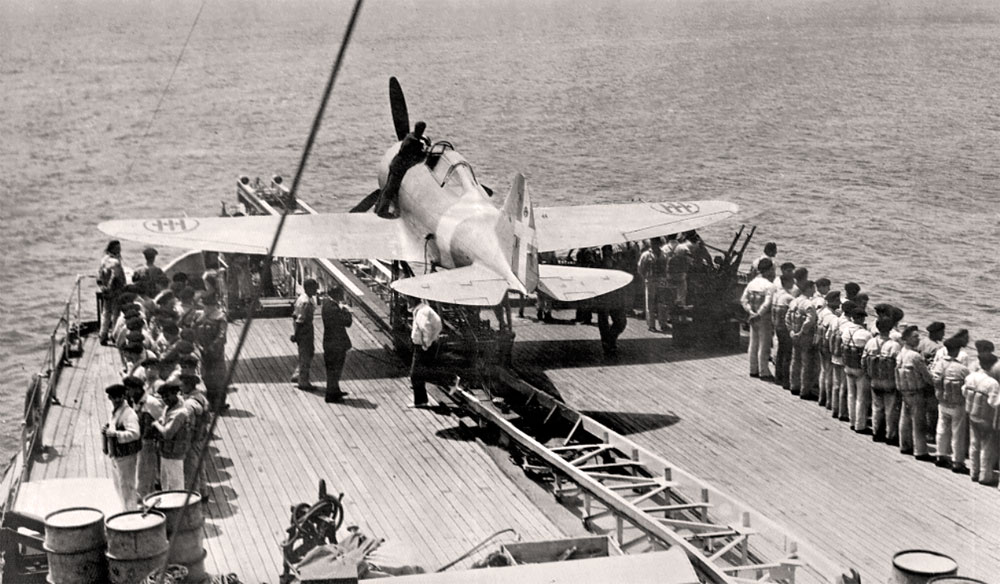
Re 2000 Cat. -Catapultabile- (circa 1942 en unidad desconocida y probable acorazado Clase Littorio)

En 1942, la Regia Marina se interesó en estos cazas que a pesar de que no estaban diseñados como hidroaviones fueron apreciados por su velocidad y autonomía. Se hicieron las primeras pruebas en el buque porta-hidros Guiseppe Miraglia el cual contaba con dos catapultas a proa y popa; las pruebas fueron satisfactorias.
La versión Re.2000 serie III fue usada en los acorazados Clase Littorio que los catapultaban sin posibilidades de recuperación por lo cual debían volar a una base en tierra una vez realizada su misión.
El 8 de septiembre de 1943, día del armisticio, había cuatro cazas Re.2000 embarcados en servicio, dos en el acorazado Roma, uno en el Vittorio Veneto y uno el Italia. Se perdieron tres y solo uno, el del Vittorio Veneto sobrevivió y aún existe con el numeral MM 8287, siendo el único Re.2000 que queda en un museo en Italia (otro no embarcado está en Suecia).

## Versiones

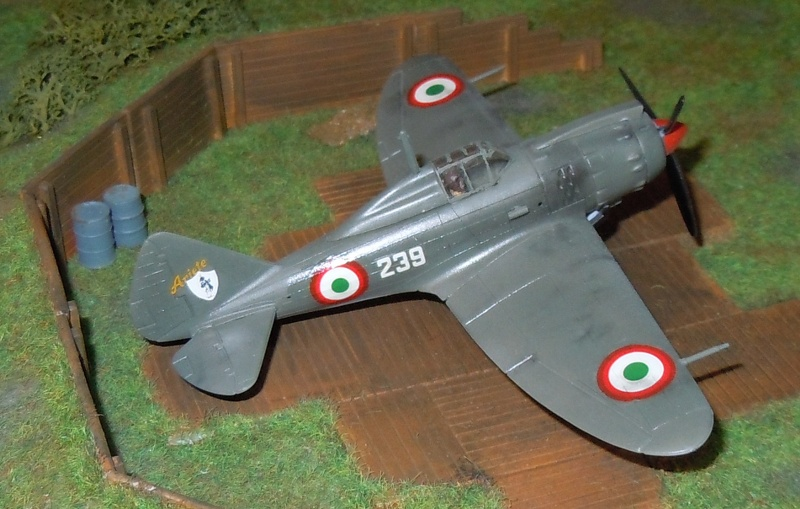
Modelo a escala de un Reggiane Re.2002, que era una evolución del Re.2000.

Planos esquemáticos del MÁVAG Héja, versión húngara del Re.2000

Re.2000
Prototipo inicial, con motor Piaggio PXI RC40.
Re.2000 (Serie I)
Modelo de preproducción, con parabrisas mejorado y ligeros cambios en el equipo. 5 unidades construidas.
Re.2000 Cat. -Catapultabile- (Serie II)
Versión navalizada, que contaba con gancho de parada y motor Piaggio P.XI RC.40bis de 1000 hp. 10 unidades construidas.
Re.2000 GA. -Grande Autonomía- (Serie III)
Versión de largo alcance, gracias a la capacidad de combustible incrementada y la opción de ir equipado con un depósito adicional de combustible con capacidad para 170 l, o en su defecto, un dispensador de 22 bombas de 2 kg. Propulsado por un Piaggio P.XI]] RC.40bis. 72 unidades construidas.
Re.2001 Falco II
Versión propulsada inicialmente por el motor lineal Daimler-Benz DB 601A-1, más tarde en su lugar le fue instalada la versión producida bajo licencia Alfa Romeo RA 1000 RC.411a Monsone. Se produjeron 252 aparatos. En esta cifra total se incluyen los cien cazas Re.2001 Serie I, Serie II y Serie III (con diferencias de armamento) y a los cazabombarderos Re.2001 Serie IV, así como a 150 cazas nocturnos Re.2001 CN.
Re.2002 Ariete
Versión cazabombardero desarrollo del Re.2001 con célula mejorada, propulsada por el motor radial Piaggio P.XIX RC.45 de 1085 hp (809 kW) al despegue. Fueron construidos 50 ejemplares entrando en servicio en 1942.
Re.2003
El primer prototipo de este nuevo avión biplaza de reconocimiento era un desarrollo del Re.2000; el segundo, derivaba de un Re.2002.
Re.2005 Sagittario
El último miembro de esta familia fue un modelo con reformas estructurales, volviendo a montar un motor lineal. El prototipo, propulsado por un motor Daimler-Benz DB 605A-1, voló por primera vez en septiembre de 1942, pero la versión de serie montó el motor Fiat RA.1050 R.C.58 Tifone, una variante del motor alemán construido bajo licencia. Solo se habían entregado 48 Sagittario cuando Italia firmó el armisticio en septiembre de 1943. Fue probablemente el mejor caza producido en Italia durante la II Guerra Mundial.

### Versiones húngaras
Héja I
Designación húngara para el Re.2000 Serie I. Propulsado por un motor Piaggio PXI RC40. 71 construidos.
Héja II
Designación húngara para una modificación de la producción bajo licencia del Serie I, que contaba con un motor Weiss-Manfred K-14B de 986 hp y dos ametralladoras húngaras Gebauer 1940.M cal. 12,7x81 mm. 191 construidos.

## Operadores
Alemania
- Luftwaffe

 Hungría
- Real Fuerza Aérea del Ejército Húngaro

Se adquirieron 70 unidades, que fueron denominadas Héja (húngaro: Halcón), y dieron muy buenos resultados, por lo que se adquirió la licencia de producción, y se fabricaron algo menos de 200 aparatos, que recibieron la denominación Héja II.
 Italia
- Regia Aeronautica
- Regia Marina

 Suecia
- Fuerza Aérea Sueca

60 unidades del Reggiane Re.2000, que fueron designadas J 20, y que fueron dados de baja en 1945.

## Especificaciones técnicas

### Características generales
- Tripulación: 1
- Longitud: 7,99 m
- Envergadura: 11 m
- Altura: 3,2 m
- Superficie alar: 20,4 m²
- Peso vacío: 2090 kg
- Peso cargado: 2839 kg
- Peso máximo al despegue: 3400 kg
- Planta motriz: 1× motor radial de 14 cilindros en dos filas refrigerado por aire Piaggio P.XI RC. 40.
  - Potencia: 740 kW (1020 HP; 1006 CV)
- Hélices: Piaggio-D'Ascanio P.1001 tripala metálica de velocidad constante
- Diámetro de la hélice: 3,10 m

### Rendimiento
- Velocidad máxima operativa (Vno): 530 km/h a 5300 m
- Velocidad crucero (Vc): 440 km/h
- Alcance: 545 km
- Radio de acción: 990 km
- Techo de vuelo: 11200 m (36 745 pies)
- Régimen de ascenso: 12,7 m/s (3175 pies/min)

### Armamento
- Ametralladoras: 2× Breda-SAFAT cal. 12,7 mm